# Busca
Busca ist eine Gemeinde in der italienischen Provinz Cuneo (CN), Region Piemont.
Busca ist Teil der Comunità Montana Valle Maira.

## Lage und Einwohner
Busca liegt 17 km nordwestlich vom Zentrum der Provinzhauptstadt Cuneo entfernt. Das Gemeindegebiet umfasst eine Fläche von 65,77 km² und hat 10.143 Einwohner (Stand 31. Dezember 2023). Die Gemeinde besteht aus den Ortsteilen und Weilern (Fraktion und Circoscrizione|Frazione) Attissano, Bicocca, Bosco, Castelletto, Loreto, Madonna del Campanile, Morra San Bernardo, Morra San Giovanni, Roata Raffo, San Barnaba, San Chiaffredo, San Defendente, San Giacomo, San Giuseppe, San Martino, San Mauro, San Quintino, San Rocco, San Vitale, Sant’Alessio, Santo Stefano und Valmala.
Die Nachbargemeinden sind Caraglio, Costigliole Saluzzo, Cuneo, Dronero, Rossana, Tarantasca, Valmala, Villafalletto und Villar San Costanzo.

## Geschichte

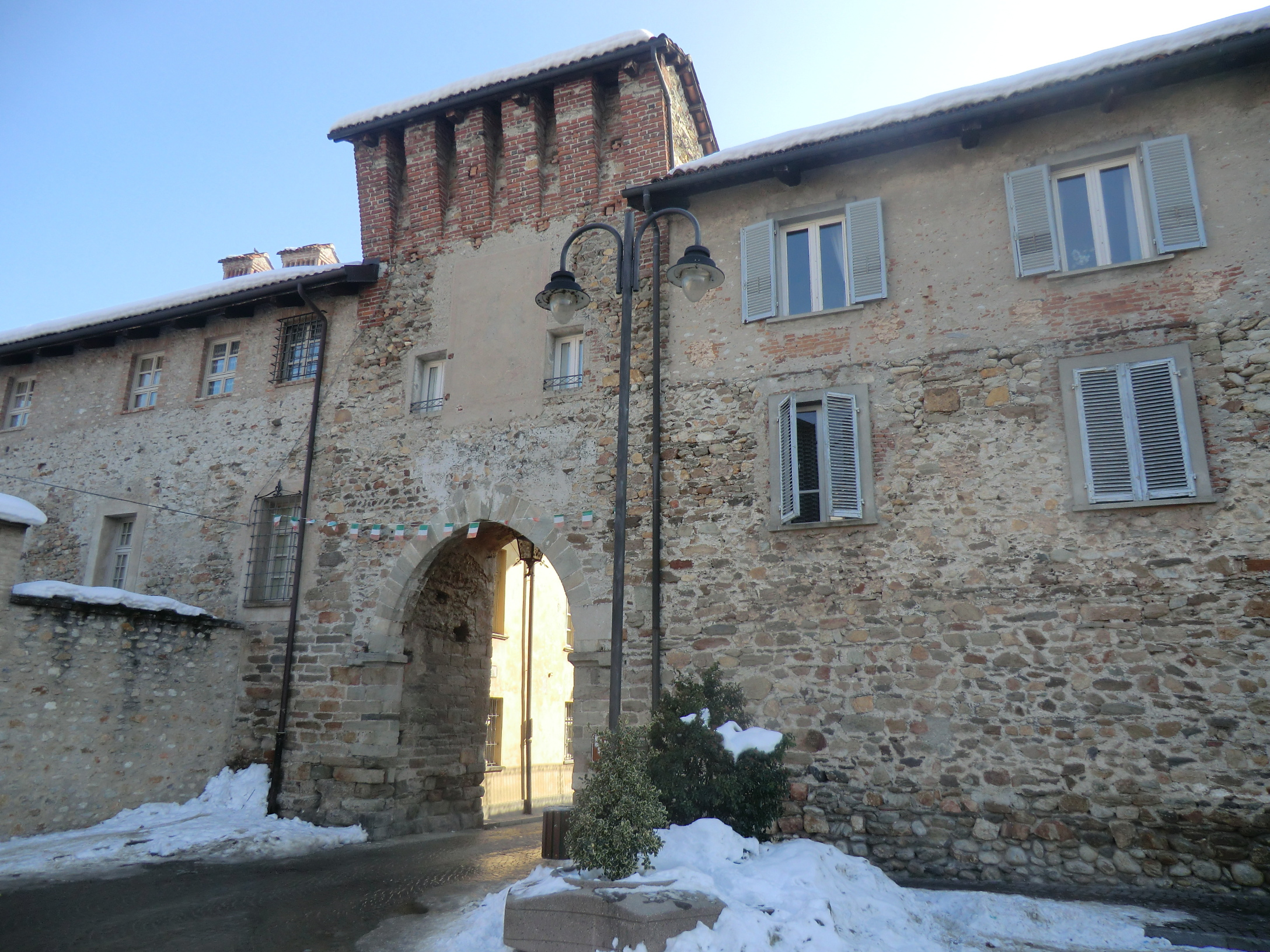
Stadttor Porta Santa Maria

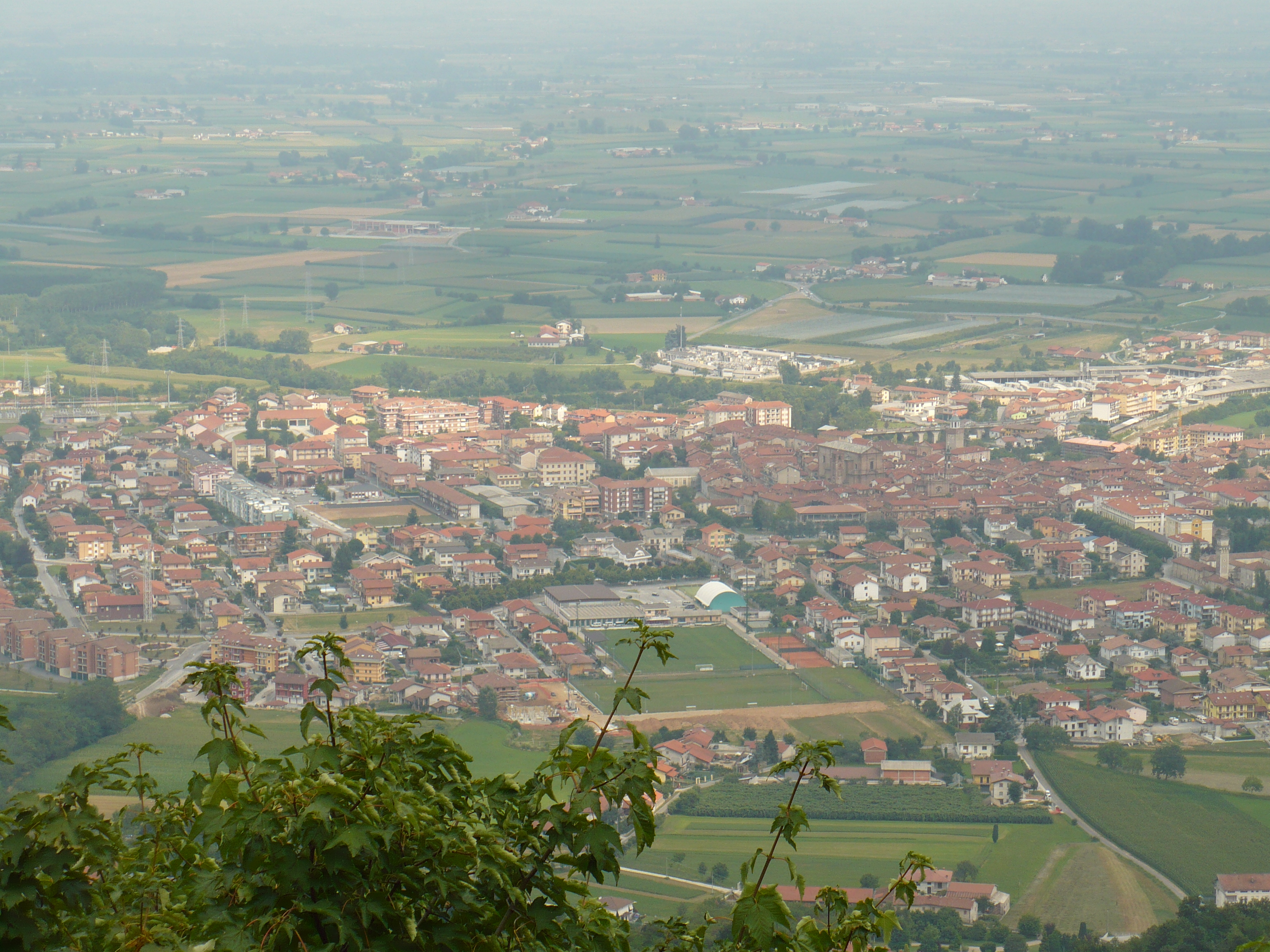
Busca

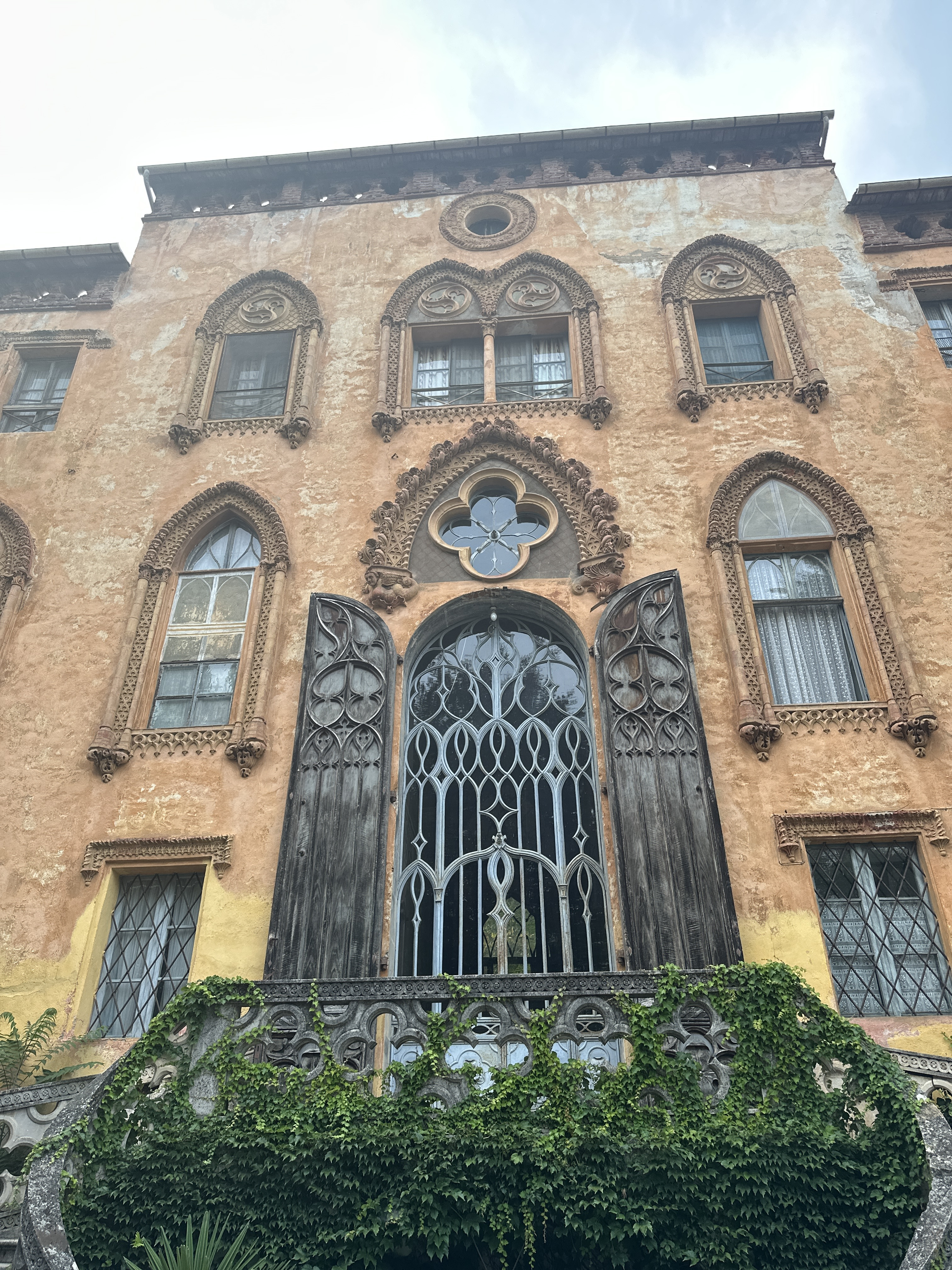
Schloss Roccolo

### Antike
Es handelt sich um eine Siedlung wahrscheinlich vorrömischen, vielleicht ligurischen Ursprungs. Sie bewahrt Spuren der antiken menschlichen Präsenz in der Gegend, wo Mauerreste und Nekropolen aus dem 1. bis 2. Jahrhundert n. Chr. ans Licht kamen. Für den Ortsnamen, der in seiner heutigen Form bereits in einem Dokument vom Ende des 10. Jahrhunderts auftaucht, gibt es keine klare Etymologie. Er könnte aus der Zeit vor der römischen Kolonisierung stammen oder den lateinischen Knechtsnamen BUSCA keltischen Ursprungs widerspiegeln. Allerdings gibt es nicht wenige, die es auf das germanische Wort „busk“ verweisen, das an -a angepasst ist und als neutraler Plural mit der Bedeutung „Ort der Büsche“ verwendet wird, was gut zu dem Staat passt, in dem die Das Territorium muss sich nach den Invasionen der Barbaren wiedergefunden haben.

### Markgrafschaft, Savoyen, Frankreich
In den Status einer Markgrafschaft erhoben, dehnte es in der ersten Hälfte des 11. Jahrhunderts seine Herrschaft auf das Val Maira, einen Teil des Saluzzo-Gebiets und Villafalletto aus. Kurz darauf musste es sich den Herren von Cuneo und Saluzzo unterwerfen und geriet in der zweiten Hälfte des 14. Jahrhunderts unter die Kontrolle der Savoyer.
Im 16. Jahrhundert wurde es von den Kriegen im Piemont in Mitleidenschaft gezogen und wurde zu einem Durchgangsort für spanische und französische Truppen. Zwischen Ende des 17. und Anfang des 18. Jahrhunderts kehrte es nach Frankreich zurück und erlebte neue Besetzungen, die weitere Kriege auslösten. Durch ein Dekret von Carlo Emanuele III. von Savoyen erhielt es den Titel einer Stadt.

### Bevölkerungsentwicklung seit 1861
Unter den historisch-architektonischen Zeugnissen sind die Pfarrkirche Santa Maria Assunta, die Kirche der Heiligen Dreifaltigkeit, in der sich eine Kapelle befindet, die der „Madonnina“ gewidmet ist, die der Volkstradition zufolge die Gemeinde Mitte des 18. Jahrhunderts von der Pest befreite und die barocke Kirche Santissima Annunziata mit einem griechischen Kreuzplan sehenswert.
Die Portiken des Corso Umberto und die Tür der alten Stadtmauer sind ebenso sehenswert. Die Kapelle San Sebastiano mit Fresken aus dem 15. Jahrhundert und das Schloss Roccolo im gotisch-maurischen Stil in Richtung Saluzzo gehören zu den schützenswerten Bauten der Gemeinde.
Zwischen 1880 und 1948 wurde die Stadt auch von der Straßenbahn Saluzzo-Cuneo bedient. 
Der Bahnhof Busca an der Bahnstrecke Savigliano–Saluzzo–Cuneo, der zwischen 1912 und 1982 als Abzweigstelle der Bahnstrecke Busca-Dronero diente, ist seit 2012 ohne Personenverkehr.

## Partnergemeinden
- San Marcos Sud
- Cruz Alta